# جايسون كوتش
جايسون كوتش (بالإنجليزية: Jason Couch)‏ هو لاعب البولنغ ‏ أمريكي، ولد في 8 نوفمبر 1969.